# Cricetomyinae
I Cricetomiini (Cricetomyinae Roberts, 1951) sono una sottofamiglia di Roditori, della famiglia dei Nesomiidi. 

## Descrizione

### Dimensioni
Questa sottofamiglia comprende roditori con la lunghezza del corpo tra 98 e 450 mm, la lunghezza della coda tra 30 e 450 mm e un peso fino a circa 3 kg.

### Aspetto
La caratteristica principale è la presenza di grandi tasche guanciali, simili a quelle dei criceti. Il corpo è generalmente robusto, con una grande testa, occhi piccoli e degli arti relativamente corti. Le orecchie possono essere corte o molto grandi e quasi sempre prive di peli. I piedi sono robusti e forniti di corte dita. La pianta dei piedi è priva di peli. La coda è generalmente più corta oppure lunga quanto la testa e il corpo.

## Distribuzione e habitat
Le specie di questa sottofamiglia sono diffuse nell'Africa subsahariana.
Vivono nelle savane, colture, pianure sabbiose, boscaglie, boschi umidi e foreste fino a 2.100 metri di altitudine.

## Tassonomia
La sottofamiglia si suddivide in 3 generi:
- Beamys
- Cricetomys
- Saccostomus